# Zihlschlacht-Sitterdorf
Zihlschlacht-Sitterdorf é uma comuna da Suíça, no Cantão Turgóvia, com cerca de 1.981 habitantes. Estende-se por uma área de 12,2 km², de densidade populacional de 162 hab/km². Confina com as seguintes comunas: Amriswil, Bischofszell, Erlen, Hauptwil-Gottshaus, Hohentannen, Muolen (SG).
A língua oficial nesta comuna é o Alemão.